# Одате

40°16′17″ пн. ш. 140°33′51″ сх. д. / 40.27139° пн. ш. 140.56417° сх. д.
О́дате (яп. 大館市, おおだてし, МФА: [oːdate ɕi̥]) — місто в Японії, в префектурі Акіта.

## Короткі відомості
Розташоване в північній частині префектури, на території западини Одате. Виникло на основі гірничого поселення раннього нового часу. Отримало статус міста 1 квітня 1954 року. Основою економіки є садівництво, лісництво, вирощування акітських криптомерій, деревообробка. Традиційне ремесло — бондарство, виготовлення бочок, таць, дерев'яного посуду. Станом на 1 жовтня 2007 площа міста становила 913,70 км². Станом на 1 липня 2008 населення міста становило 80 027 осіб.

## Міста-побратими
- Сібуя, Японія
- Мінамі-Тане, Японія